# Aenictus appressipilosus
Aenictus appressipilosus is een mierensoort die tot 2014 was toegekend aan de onderfamilie van de Aenictinae maar daarna aan de onderfamilie van de Dorylinae. De wetenschappelijke naam van de soort is voor het eerst geldig gepubliceerd in 2013 door Jaitrong & Wiwatwitaya.